# Coupe Mitropa 1928
Navigation
Édition précédente Édition suivante
La Coupe Mitropa 1928 est la deuxième édition de la Coupe Mitropa. Elle est disputée par huit clubs provenant de quatre pays européens : la Yougoslavie, la Hongrie, l'Autriche et la Tchécoslovaquie.
La compétition est remportée par le club hongrois de Ferencváros TC, qui bat en finale le SK Rapid Vienne sur le score cumulé de dix buts à six.

## Compétition
Les matchs des quarts, des demies et la finale sont en format aller-retour. 

### Quarts de finale
| Équipe 1         | Résultat | Équipe 2           | Aller | Retour | Appui |
| ---------------- | -------- | ------------------ | ----- | ------ | ----- |
| SK Admira Vienne | 6 - 4    | SK Slavia Prague   | 3 - 1 | 3 - 3  |       |
| Beogradski SK    | 1 - 13   | Ferencváros TC     | 0 - 7 | 1 - 6  |       |
| Građanski Zagreb | 4 - 8    | SK Viktoria Žižkov | 3 - 2 | 1 - 6  |       |
| SK Rapid Vienne  | 7 - 7    | MTK Hungaria FC    | 6 - 4 | 1 - 3  | 1 - 0 |

### Demi-finales
| Équipe 1           | Résultat | Équipe 2        | Aller | Retour | Appui |
| ------------------ | -------- | --------------- | ----- | ------ | ----- |
| SK Admira Vienne   | 1 - 3    | Ferencváros TC  | 1 - 2 | 0 - 1  |       |
| SK Viktoria Žižkov | 6 - 6    | SK Rapid Vienne | 4 - 3 | 2 - 3  | 1 - 3 |

### Finale
| Équipe 1       | Résultat | Équipe 2        | Aller | Retour |
| -------------- | -------- | --------------- | ----- | ------ |
| Ferencváros TC | 10 - 6   | SK Rapid Vienne | 7 - 1 | 3 - 5  |